# Matanzas (provins)
Provinsen Matanzas er en af Cubas provinser med 690.113(2010) indbyggere. Den er lokaliseret i den nordvestlige del af Cuba. Hovedstaden hedder også
Matanzas, og af andre større byer kan nævnes: Cárdenas og Jovellanos. I Matanzas er også feriebyen Varadero placeret.

## Administrativ opdeling
Provinsen er opdelt i 14 kommuner:
| Kommune           | Indbyggertal (2004) | Areal (km²) |
| ----------------- | ------------------- | ----------- |
| Calimete          | 29.736              | 958         |
| Cárdenas          | 103.087             | 566         |
| Cienaga de Zapata | 8.750               | 4.320       |
| Colón             | 71.579              | 597         |
| Jagüey Grande     | 57.771              | 882         |
| Jovellanos        | 58.685              | 505         |
| Limonar           | 25.421              | 449         |
| Los Arabos        | 25.702              | 762         |
| Martí             | 23.475              | 1.070       |
| Matanzas          | 143.706             | 317         |
| Pedro Betancourt  | 32.218              | 388         |
| Perico            | 31.147              | 278         |
| Unión de Reyes    | 40.022              | 856         |
| Varadero          | 24.681              | 32          |